# Rumuni
Rumuni (rumunsky români) jsou národ, tedy etnická skupina, kterou spojuje společná rumunská kultura a románský jazyk rumunština. Žijí převážně v Rumunsku (asi 19 milionů), ale také v Bulharsku a v dalších státech Balkánského poloostrova. Většina Rumunů vyznává pravoslavnou odnož křesťanství. V sousedním Moldavsku žíjící Moldavané mluví týmž jazykem a někdy bývají zahrnováni mezi Rumuny.
O původu Rumunů existuje několik teorií. První je, že Rumuni jsou potomci římských kolonistů, kteří se v Dacii usadili poté, co kraj za císaře Traiana v roce 106 dobyli a ovládli Římané. Toto římské obyvatelstvo se následně smísilo se zbytkem původních Dáků a později s různými germánskými kmeny a Slovany. Další teorie, že Rumuni jsou hlavně potomci romanizovaných Daků je nepravděpodobná, protože během dáckých válek Římané pozabíjeli nebo rozprodali do otroctví většinu Dáků, část poté i vyhnali za hranice provincie a celá země musela být nově osídlena římskými občany. Během stěhování Slovanů a po příchodu Maďarů do Podunají byly přerušeny kontakty Rumunů s ostatními románskými národy, které se vyvíjely v prostředí katolické církve a latiny. Rumuni se vyvíjeli v prostředí pravoslavné církve, řečtiny, slovanských jazyků a byzantské řecké kultury. Vliv slovanských jazyků a řečtiny na místní románské obyvatelstvo byl velmi silný.
Tento proces byl uzavřen v 10. století, kdy byli na přibližném území dnešního Rumunska asimilováni minoritní Slované ze strany Dako-Římanů.

## Galerie

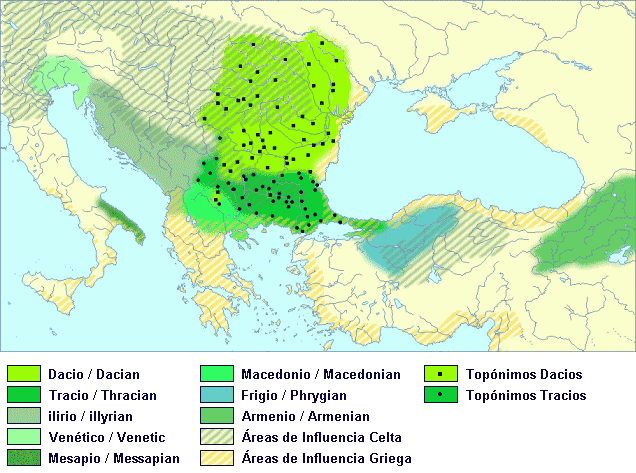
Jazyky na Balkáně v 5.–1. př. n. l. (Dákové světle zeleně)
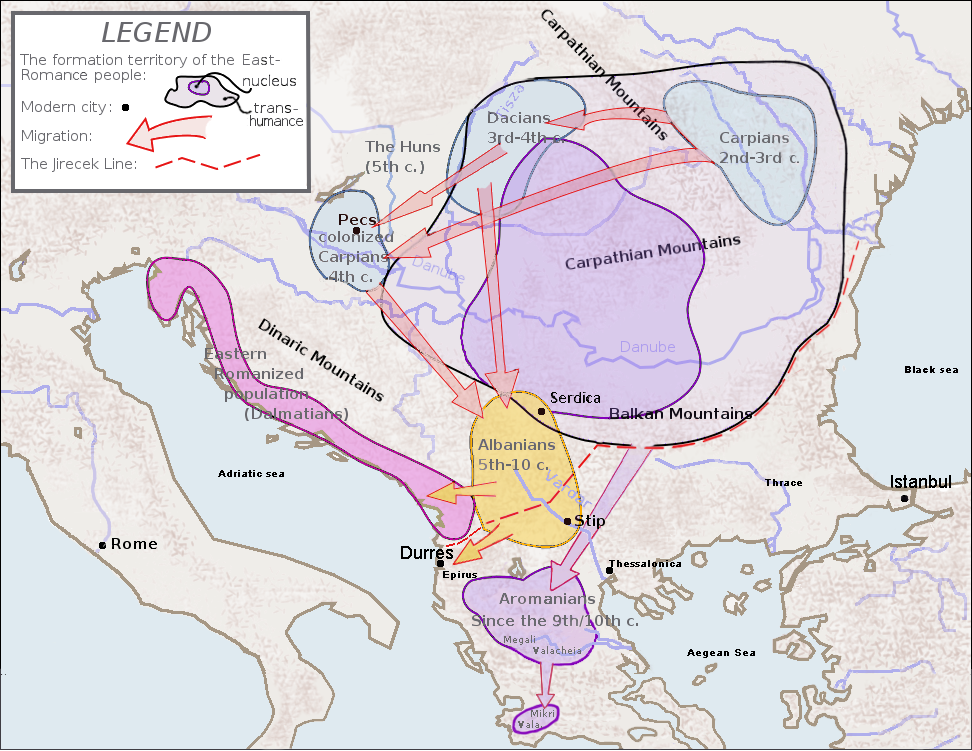
Teoretická migrace prapůvodců Rumunů
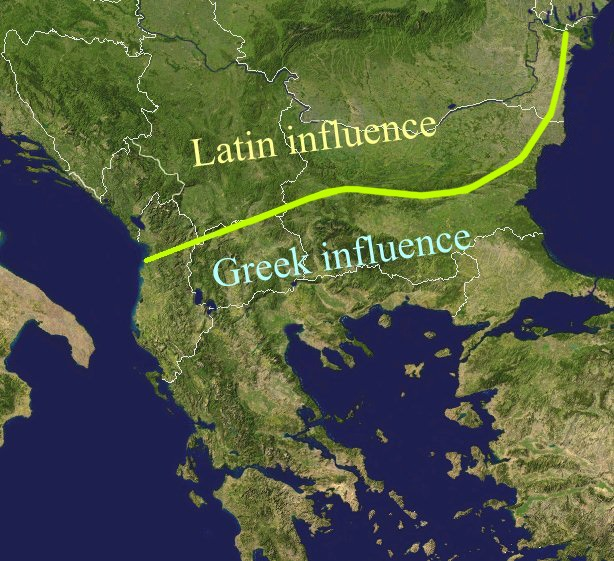
Hranice mezi řeckou a latinskou sférou vlivu
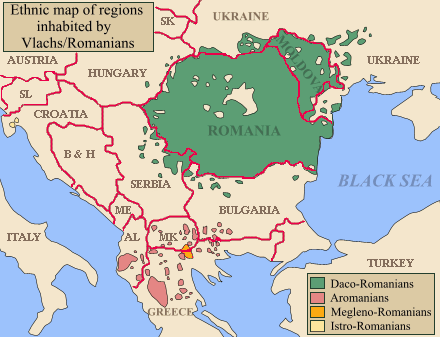
Dako-Římané na Balkáně
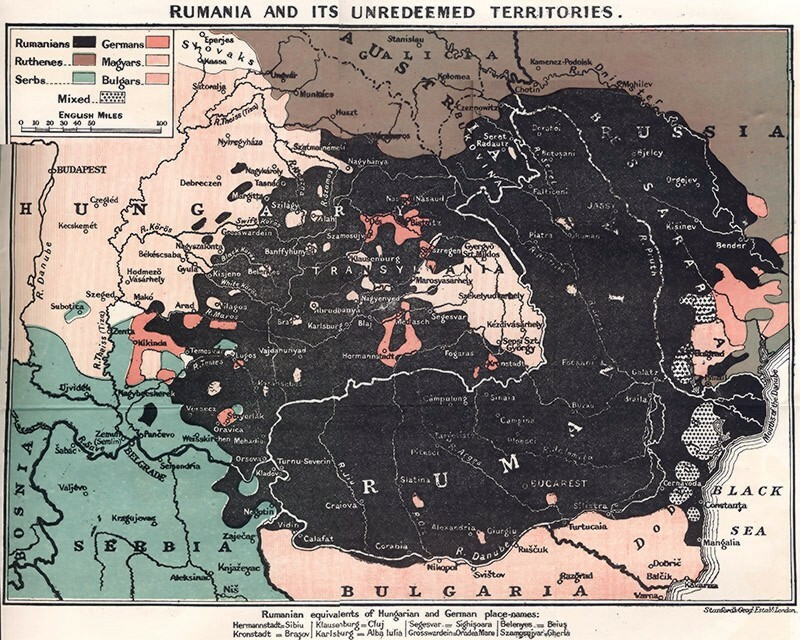
Rumuni před 1. světovou válkou
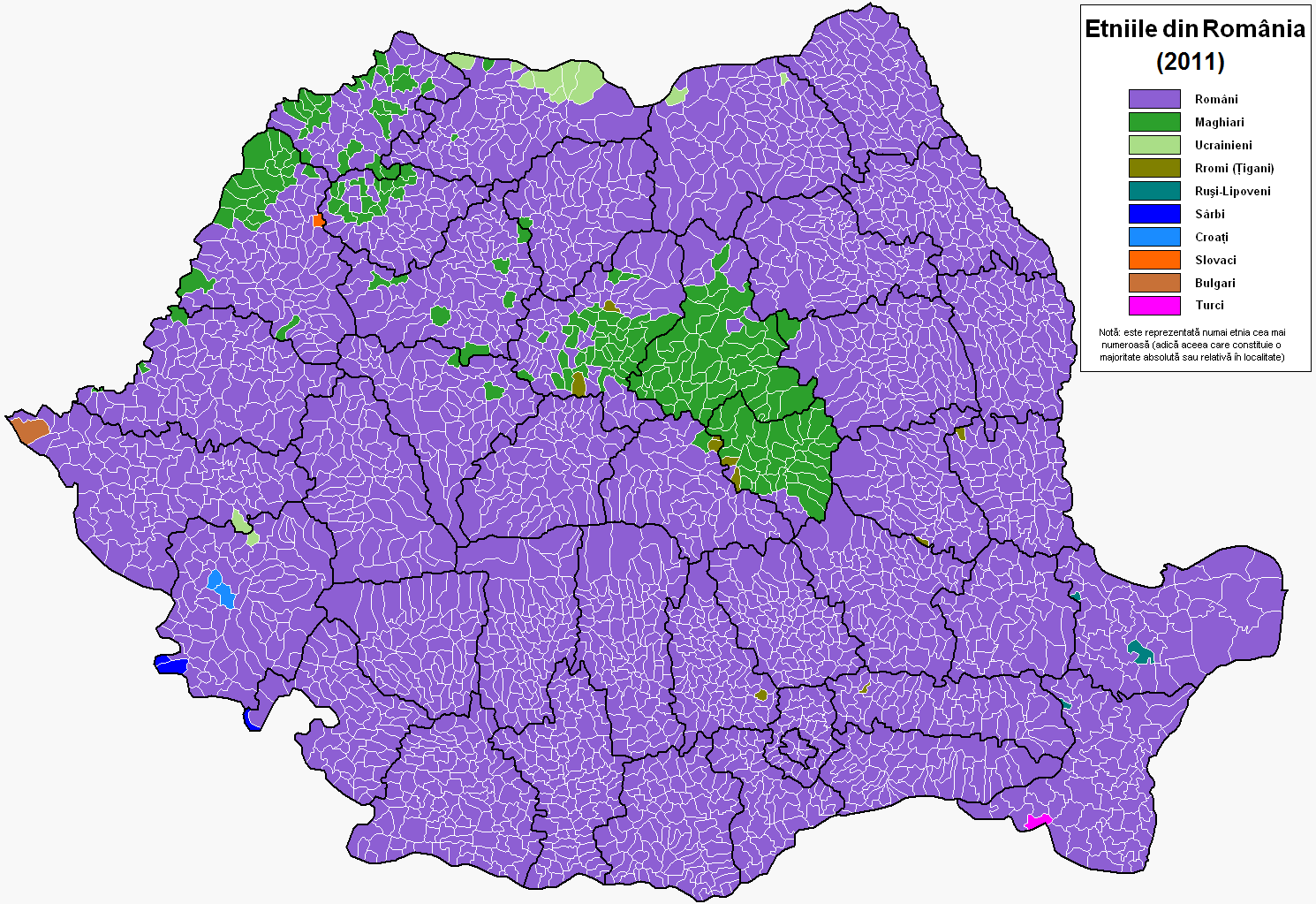
Etnická mapa Rumunska

## Osobnosti
V exaktních vědách se nejvíce prosadil nositel Nobelovy ceny za fyziologii, cytolog George Emil Palade, pracující v USA. Také další nositel Nobelovy ceny, tentokrát za chemii, Stefan Hell se narodil v Rumunsku, nicméně prosadil se v Německu, v proslulém Institutu Maxe Plancka. Naopak v Bukurešti prožil celý život odborník na aerodynamiku, fyzik Henri Coandă. Také průkopník bakteriologie Victor Babeş byl Rumun, ač se narodil ve Vídni. Dnes se po něm v Temešváru jmenuje lékařská univerzita. Dumitru Prunariu se stal prvním a dosud jediným rumunským kosmonautem. Rumunským rodákem je i významný americký psycholog David Wechsler či raketový odborník Hermann Oberth.
Dvě jména světové proslulosti dalo Rumunsko světu v oblasti humanitních a sociálních věd. Je to především religionista Mircea Eliade, který se stal přímo ikonou svého oboru. Ve Francii, stejně jako Eliade, se prosadil i pesimistický filozof Emil Cioran. Intelektuální Paříž je přijala navzdory tomu, že se oba smočili s fašismem (což ovšem dlouho nevěděla). To tvůrce originálního filozofického systému Lucian Blaga zůstal v rodném Rumunsku a potýkal se s nepřízní komunistického režimu. I tak je jeho dílo dnes stále více doceňováno. Jakýmsi zakladatelem moderní rumunské učenosti byl všestranný učenec Dimitrie Cantemir. Významným literárním historikem Nicolae Iorga, zavražděný fašistickou Železnou gardou.
Nejvýznamnějším rumunským výtvarným umělcem je sochař Constantin Brâncuși. Značnou sílu projevila rumunská literatura, byť mnozí z autorů Rumunsko opustili a vyměnili nezřídka i jazyk. To je případ klasika absurdního dramatu Eugène Ionesca (rovněž blízkého přítele Eliada a Ciorana a rovněž podporovatele rumunského fašismu). Také zakladatel dadaismu Tristan Tzara byl původem Rumun, ale stejně jako Ionesco se prosadil nakonec v Paříži. V Rumunsku se narodila i nositelka Nobelovy ceny Herta Müllerová, byť jako etnická Němka. Německy psal i Paul Celan. Francouzsky psala Anna de Noailles, dnes v ní tvoří básnířka Linda Maria Baros. Dimitrie Cantemir sepsal první rumunský román. Nejvýznamnějším autorem, který neopustil ani Rumunsko, ani rumunštinu, byl zřejmě romantický básník Mihai Eminescu. Jeho blízkými přáteli a spoluzakladateli vlivné literární skupiny Junimea byli i prozaik Ion Creangă a dramatik Ion Luca Caragiale. Další obrozeneckou postavou 19. století byl Vasile Alecsandri, velký sběratel lidového umění. Z 20. století se literární historie stále více vrací k Panaitu Istratimu, muži pozoruhodného a bolestného životního příběhu. Nejvýznamnějším představitelem literatury pro děti je v Rumunsku Tudor Arghezi.
Nejdůležitějším autorem rumunské klasické hudby je George Enescu. Byl kmotrem i učitelem Dina Lipattiho, předčasně zesnulého talentovaného tvůrce. Ciprian Porumbescu je mj. autorem melodie dnešní albánské hymny. Jako dirigent se prosadil zejména Sergiu Celibidache. Z interpretů získala celosvětovou proslulost sopranistka Angela Gheorghiu, pěvec Florin Cezar Ouatu, pianistka Clara Haskilová či hráč na Panovu flétnu Gheorghe Zamfir. Klasikem vojenské pochodové hudby je Ion Ivanovici. V populární hudbě pronikla v posledních letech za hranice zpěvačka Alexandra Stan či Inna. Michael Cretu se prosadil v rámci známého elektronického projektu Enigma. V Rumunsku se narodil i originální řecký hudební skladatel a experimentátor Iannis Xenakis. Francouzský film 70.–80. let podbarvil svou nezaměnitelnou hudbou Vladimir Cosma.
Rumunsko zažívá v posledních letech veliký rozmach filmového umění a hovoří se dokonce o tzv. Rumunské nové vlně. K jejím klíčovým představitelům patří režisér Cristian Mungiu (zejm. 4 měsíce, 3 týdny a 2 dny). Z režisérů starší generace byl významným Sergiu Nicolaescu. V Hollywoodu se prosadil režisér a scenárista Jean Negulesco, z herců Maia Morgensternová či Sebastian Stan. Rumunskými rodáky byly také klasické hollywoodské hvězdy Edward G. Robinson a Johnny Weissmuller.
Největší rumunskou sportovní hvězdou všech dob je fotbalista Gheorghe Hagi. Slavná je ale i rumunská gymnastická škola, nejvíce z ní vynikla Nadia Comăneciová. Rumunský tenis zrodil kontroverzní hvězdu Ilie Năstaseho, v posledních letech patří k absolutní světové špičce Simona Halepová. Na dvou olympiádách triumfovala ve skoku vysokém Jolanda Balașová. Úspěšnou běžkyní byla Gabriela Szabóová. Hned čtyři zlaté olympijské medaile má kanoista Ivan Patzaichin.
Díky známému románu Brama Stokera patří k nejslavnějším rumunským politikům minulosti Vlad III. Dracula. Rumuni se ale hlásí zejména k odkazu Michala Chrabrého, Štěpána III. Velikého, Karla I. Rumunského, Alexandra Ioan Cuzy či dáckého krále Decebala. V Rumunsku se narodil i nositel Nobelovy ceny za mír Elie Wiesel.